# Sommaren med Monika

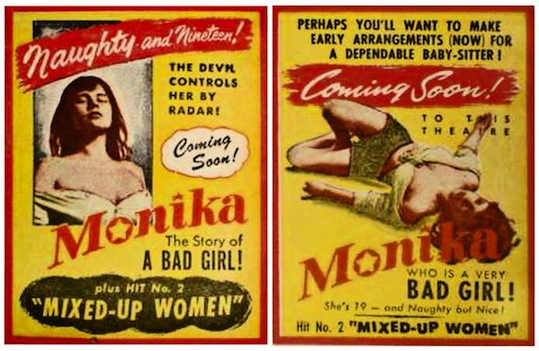
"Sommaren med Monica" – "The Story of a Bad Girl", bioaffisch i USA 1956.

Sommaren med Monika är en film från 1953 i regi av Ingmar Bergman, med Lars Ekborg och Harriet Andersson i huvudrollerna. Filmen är baserad på romanen Sommaren med Monika (1951) skriven av Per Anders Fogelström. Filmen hade premiär den 9 februari 1953.

## Handling

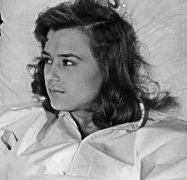
Sommaren med Monika blev Harriet Anderssons internationella genombrott på film – fotografi från 1952.

Monika (Andersson) och Harry (Ekborg) flyr tristessen i sina hem och på arbetsplatsen och tillbringar en kort sommar av lycka i skärgården. Monika blir med barn och när de återvänder till stan gifter de sig. Deras heta kärlek från sommarens sorglösa månader utsätts för påfrestningar när vardagslivet tränger sig på.

## Medverkande
Källa: 
- Harriet Andersson – Monika Eriksson, 17 år
- Lars Ekborg – Harry Lund, 19 år
- Dagmar Ebbesen – fru Lindström, Harrys faster
- Åke Fridell – Ludvig "Ludde" Eriksson, Monikas far
- Naemi Briese – Monikas mor
- Åke Grönberg – verkmästaren, Harrys arbetskamrat
- Sigge Fürst – Johan, lagerbasen på Forsbergs Glas & Porslinsvaru AB
- John Harryson – Lelle, Harrys rival

Ej krediterade roller
- Georg Skarstedt – Harrys far
- Gösta Ericsson – Forsberg, direktör för glas- och porslinsvarufirman
- Gösta Gustafson – Forsbergs kamrer
- Gösta Prüzelius – försäljare hos Forsbergs
- Göthe Grefbo – lagerarbetare hos Forsbergs
- Arthur Fischer – chef för grönsakslagret
- Torsten Lilliecrona – chaufför på grönsakslagret
- Bengt Eklund – förste man på grönsakslagret
- Hans Ellis – Svensson, springpojke på grönsakslagret
- Ivar Wahlgren – Göran, villaägare i skärgården
- Renée Björling – Görans fru
- Catrin Westerlund – Görans dotter
- Carl-Uno Larsson – Hasse, Monikas yngre bror
- Hanny Schedin – fru Boman, innehavarinna av kafé 12:an
- Kjell Nordenskiöld – hjälten i filmen "Sången om kärlek"
- Margaret Young – hjältinnan i filmen "Sången om kärlek"
- Nils Hultgren – Lindevall, kyrkoherde
- Ernst Brunman – tobakshandlare
- Sten Mattsson – Harrys kompis på verkstaden
- Magnus Kesster – Harrys arbetskamrat i tågkupén
- Carl-Axel Elfving – Harrys arbetskamrat i tågkupén
- Bengt Brunskog – Monikas kavaljer på kaféet
- Wiktor "Kulörten" Andersson – ölgubbe tillsammans med Monikas far
- Birger Sahlberg – ölgubbe tillsammans med Monikas far
- Nils Whiten – lumphandlare
- Tor Borong – lumphandlare
- Einar Söderbäck – lumphandlare
- Mona Geijer-Falkner – en fru på gården som klagar över Erikssons barn
- Astrid Bodin – en fru i gårdsfönstret
- Gun Östring – sköterska på BB
- Sven Löfgren – lastbilschauffören bakom Harry vid järnvägsövergången
- Uno Larsson – en man med basker på gården som talar med tobakshandlaren
- Marianne Lindén – June, Monikas och Harrys lilla dotter

Bortklippta roller i den slutliga versionen
- Harry Ahlin – villaägaren (bortklippt)
- Jessie Flaws – villaägarens dotter (bortklippt)
- Mona Åstrand – en flicka (bortklippt)
- Gordon Löwenadler – en av Monikas kavaljerer (bortklippt)
- Anders Andelius – en av Monikas kavaljerer (bortklippt)
- Gustaf Färingborg – en man på grönsakslagret (bortklippt)

## Inspelningsplatser
Filmen spelades in mellan den 22 juli 1952 och den 6 oktober 1952 på följande platser:
- Filmstaden, Råsunda, Sverige (ateljé)
- Ornö, Haninge, Sverige
- Bodskär sydost om Ornö, Haninge, Sverige
- Borgen sydost om Ornö, Haninge, Sverige
- Sadelöga sydost om Ornö, Haninge, Sverige
- Stockholms hamninlopp, Stockholm, Sverige
- Södermalm, Stockholm, Sverige
- Strömmen, Stockholm, Sverige
- Riddarfjärden, Stockholm, Sverige